# Émilien Jacquelin
Pour les articles homonymes, voir Jacquelin.
Émilien Jacquelin est un biathlète français, né le 11 juillet 1995 à Grenoble, double médaillé d'argent aux Jeux olympiques de 2022 à Pékin, en relais mixte et en relais masculin.
Il fait partie de l'équipe de France en Coupe du monde depuis la saison 2017-2018. Il obtient ses premiers podiums en Coupe du monde au cours de la saison 2019-2020 et signe sa première victoire individuelle dans l'élite mondiale en remportant le titre de champion du monde de la poursuite, le 16 février 2020 à Antholz-Anterselva où il bat Johannes Thingnes Bø au sprint. Il est le Français le plus médaillé des Mondiaux 2020 avec quatre podiums, dont un autre titre remporté avec Martin Fourcade, Simon Desthieux et Quentin Fillon Maillet dans le relais. En fin de saison, il remporte son premier petit globe de cristal, celui de la poursuite, et termine à la cinquième place du classement général de la Coupe du monde. En 2021, il décroche la médaille de bronze du sprint aux championnats du monde de Pokljuka, avant de remporter deux jours plus tard son deuxième titre mondial consécutif de la poursuite. En 2023, il remporte son deuxième titre de champion du monde de relais avec l'équipe de France. Il compte en outre deux victoires dans des épreuves ordinaires de Coupe du monde, ce qui porte à quatre son total de succès individuels dans l'élite.

## Biographie
Il pratique le cyclisme en sport-études à Grenoble, avec Nans Peters un ami d'enfance, mais  se dirige vers le pôle Espoirs ski de fond après avoir contracté une mononucléose,. Il est étudiant à l'université Savoie-Mont-Blanc.

## Parcours sportif

### 2013-2019: Premières sélections et premier podium en Coupe du Monde
Il est médaillé d'or au Festival olympique d'hiver de la jeunesse européenne 2013 à Brașov.
Pour sa première compétition internationale majeure, les Championnats du monde juniors 2014, il obtient la médaille de bronze sur l'individuel derrière le Russe Yaroslav Kostyukov et l'Américain Sean Doherty. Aux Mondiaux junior 2015, il gagne une nouvelle médaille de bronze sur le relais, en compagnie notamment de Fabien Claude.
Il fait ses débuts en IBU Cup lors de la saison 2015-2016, et obtient sa première victoire à ce niveau le 23 novembre 2017 à l'arrivée du sprint 10 km de Sjusjoen. Ce succès permet à Emilien Jacquelin d'être sélectionné en équipe première de France pour les deux premières étapes de la Coupe du monde de biathlon 2017-2018, à Östersund puis à Hochflizen. Dans le stade de biathlon autrichien, le 10 décembre, placé en position de troisième relayeur sur le 4 × 7,5 km, il réalise le sans-faute et lance Quentin Fillon Maillet en troisième position. Ce dernier passe la ligne d'arrivée à la même place derrière la Norvège et l'Allemagne, ce qui permet à Jacquelin de monter sur son premier podium en Coupe du monde.
En janvier 2018, lors de l'étape d'Antholz-Anterselva, il parvient à terminer cinquième du sprint et sixième de la poursuite, ce qui lui permet de disputer pour la première fois une mass start en Coupe du monde. Il fait partie de la sélection nationale pour les Jeux olympiques de 2018 à Pyeongchang, où il se classe 77e de l'individuel et prend part au relais français qui termine 5e.
En fin de saison, il est désigné débutant de l'année par l'IBU

### 2019-2020: Double champion du monde en poursuite et en relais masculin
Emilien Jacquelin monte sur son premier podium individuel de Coupe du monde en début de saison 2019-2020, le 14 décembre, en terminant troisième de la poursuite de Hochfilzen derrière Johannes Thingnes Bø et Aleksandr Loguinov, grâce à un sans faute au tir. La semaine suivante, il améliore cette performance en finissant second de la mass start du Grand-Bornand le 22 décembre 2019, une nouvelle fois derrière Johannes Thingnes Bø, avec un 19 sur 20 au tir. Dès la reprise de la compétition le 10 janvier 2020, il se classe à nouveau deuxième, à l'arrivée du sprint d'Oberhof derrière Martin Fourcade. Le 18 janvier, il remporte avec Simon Desthieux, Quentin Fillon Maillet et Martin Fourcade sa première victoire en Coupe du monde, sur le relais masculin à Ruhpolding en Allemagne. Il récidive une semaine plus tard sur l'épreuve du relais mixte simple à Pokljuka (Slovénie) en duo avec Anaïs Bescond.

#### Championnats du monde à Antholz-Anterselva
Aux championnats du monde 2020 à Antholz-Anterselva, il se classe sixième du sprint, puis remporte le 16 février son premier titre mondial (et sa première victoire individuelle en Coupe du monde) dans la poursuite, après un sans-faute au tir et en prenant le meilleur sur Johannes Thingnes Bø lors du sprint final. Emilien Jacquelin est le quatrième champion du monde français, après Patrice Bailly-Salins, Raphaël Poirée et Martin Fourcade. Mis au repos par le staff de l'équipe lors de l'individuel, il est en revanche aligné pour le relais mixte simple en compagnie d'Anaïs Bescond. Auteur de deux excellents derniers tirs, et malgré avoir oublié un bâton sur le pas de tir, Emilien passe la ligne d'arrivée en troisième position et décroche une deuxième médaille lors de ces championnats du monde (la cinquième pour l'équipe de France). Le 22 février, il est une nouvelle fois sacré champion du monde sur le relais masculin en compagnie de Martin Fourcade, Simon Desthieux et Quentin Fillon-Maillet, devant la Norvège et l'Allemagne. Le lendemain, il conclut ces mondiaux par une médaille de bronze sur la mass-start derrière Johannes Thingnes Bø et Quentin Fillon Maillet. Avec quatre médailles, il est le Français le plus médaillé de ces championnats et remonte à la septième place du classement général de la Coupe du Monde avant d'aborder le dernier « trimestre ».
Lors de l'étape de Nove Mesto en Tchéquie, il se classe dixième du sprint avant de participer au dernier relais masculin de la saison. Malheureusement, Emilien écope de deux minutes de pénalité après avoir oublié de tirer sa dernière balle sur le tir debout, et l'équipe de France se classe seulement quinzième, alors qu'elle n'avait pas quitté le podium de toute la saison. Le Français se reprend néanmoins sur la mass-start en décrochant la deuxième place derrière Johannes Thingnes Boe grâce à un sans faute au tir. Il conclut sa saison de Coupe du Monde par deux autres podiums à Kontiolahti en Finlande, une troisième place au sprint avec un 10 sur 10 au tir, et pour finir une autre troisième place sur la poursuite derrière deux autres Français, Quentin Fillon-Maillet et Martin Fourcade. Il termine la saison à la cinquième place du classement général et s'adjuge dans le même temps le petit globe de cristal de la poursuite, le premier de sa carrière, avec deux points de plus que Martin Fourcade.

### 2020-2021: deuxième titre mondial sur la poursuite
Lors de la troisième étape de Coupe du Monde à Hochfilzen, Emilien Jacquelin se classe sixième du sprint après avoir commis deux fautes, puis monte sur son premier podium de la saison en terminant deuxième de la poursuite grâce à un 20 sur 20 au tir derrière Quentin Fillon-Maillet, lui aussi auteur d'un sans faute.
Le 19 décembre, il termine second, dernière le Norvégien Sturla Laegreid, mais arrive à battre Johannes Thingnes Boe pour 4 dixièmes de secondes.
Aux Championnats du monde 2021 à Pokljuka, Jacquelin décroche la médaille de bronze du sprint malgré une faute au tir, derrière son compatriote Simon Desthieux et le Suédois Martin Ponsiluoma. Deux jours plus tard, le 14 février, il parvient à conserver son titre mondial de la poursuite grâce à un 20/20 au tir bonifié par une grande vitesse d'exécution (1 min 26 s en tout passées sur le tapis), dépassant et distançant ainsi tous ses adversaires en course. Il devance sur le podium le Suédois Sébastian Samuelsson et Johannes Thingnes Bø. Par la suite, il se classe 13e de l'individuel avec deux minutes de pénalité et termine au pied du podium avec l'équipe de France masculine de relais, après avoir dû piocher à trois reprises sur son dernier tir debout. Sur la mass-start, il manque les cinq balles de son deuxième tir couché et doit effectuer cinq tours de pénalité alors qu'il se trouvait en tête de la course. Il franchit la ligne d'arrivée en pleurs, 30e et dernier à plus de sept minutes du nouveau champion du monde Sturla Lægreid. Émilien connaîtra la même mésaventure lors de l'étape suivante de Coupe du Monde à Nove Mesto sur le relais masculin, où, placé en tant que dernier relayeur de l'équipe de France, il ne réussit qu'une seule balle (sur les huit) au tir couché et doit effectuer quatre tours de pénalité. Cette mésaventure ne l'empêche pas de retrouver le podium le 13 mars sur la poursuite, toujours à Nove Mesto (3e derrière Fillon-Maillet et JT Boe).
Emilien Jacquelin termine la saison à la septième place du classement général de la Coupe du monde, à une trentaine de points seulement du top 5.

### 2021-2022: premier dossard jaune en Coupe du monde et médailles olympiques en relais
Après trois podiums (deuxième du sprint et troisième de la poursuite à Östersund puis deuxième de la poursuite de Hochfilzen), ponctués par deux deuxièmes places en relais hommes derrière la Norvège avec l'équipe de France, Emilien Jacquelin remporte sa première victoire ordinaire en Coupe du monde le 19 décembre 2021 au Grand Bornand en réalisant un 19 sur 20 au tir dans la mass-start, après avoir pris les commandes de la course dès le deuxième tour de circuit. Emilien Jacquelin fait coup double à cette occasion en s'emparant du dossard jaune de leader du classement général de la Coupe du monde, porté au départ de la course par Quentin Fillon Maillet, celui-ci terminant à la seconde place, concrétisant ainsi un doublé français.
Pour la première course de l'année 2022 à Oberhof, Jacquelin signe un nouveau podium sur le sprint en terminant deuxième derrière le Russe Alexandr Loginov. Mais sur la poursuite, le Français peine à suivre le rythme de ses rivaux sur les skis et manque trois fois la cible lors de son dernier tir debout. Seulement 17ème à l'arrivée, il doit laisser le dossard jaune à Fillon-Maillet, vainqueur de la course. Le 13 janvier, à Ruhpolding, Jacquelin connaît encore des difficultés sur les skis et sur le pas de tir lors du sprint (4 fautes) et se classe 53ème, tandis que Fillon-Maillet s'impose à nouveau et accroît son avance au classement général.
Lors des Jeux olympiques, il parvient à obtenir deux médailles collectives (argent sur le relais mixte et sur le relais hommes), mais n'est pas satisfait de ses performances individuelles, qu'il qualifie de « calvaire ».

### 2022-2023: une saison compliquée

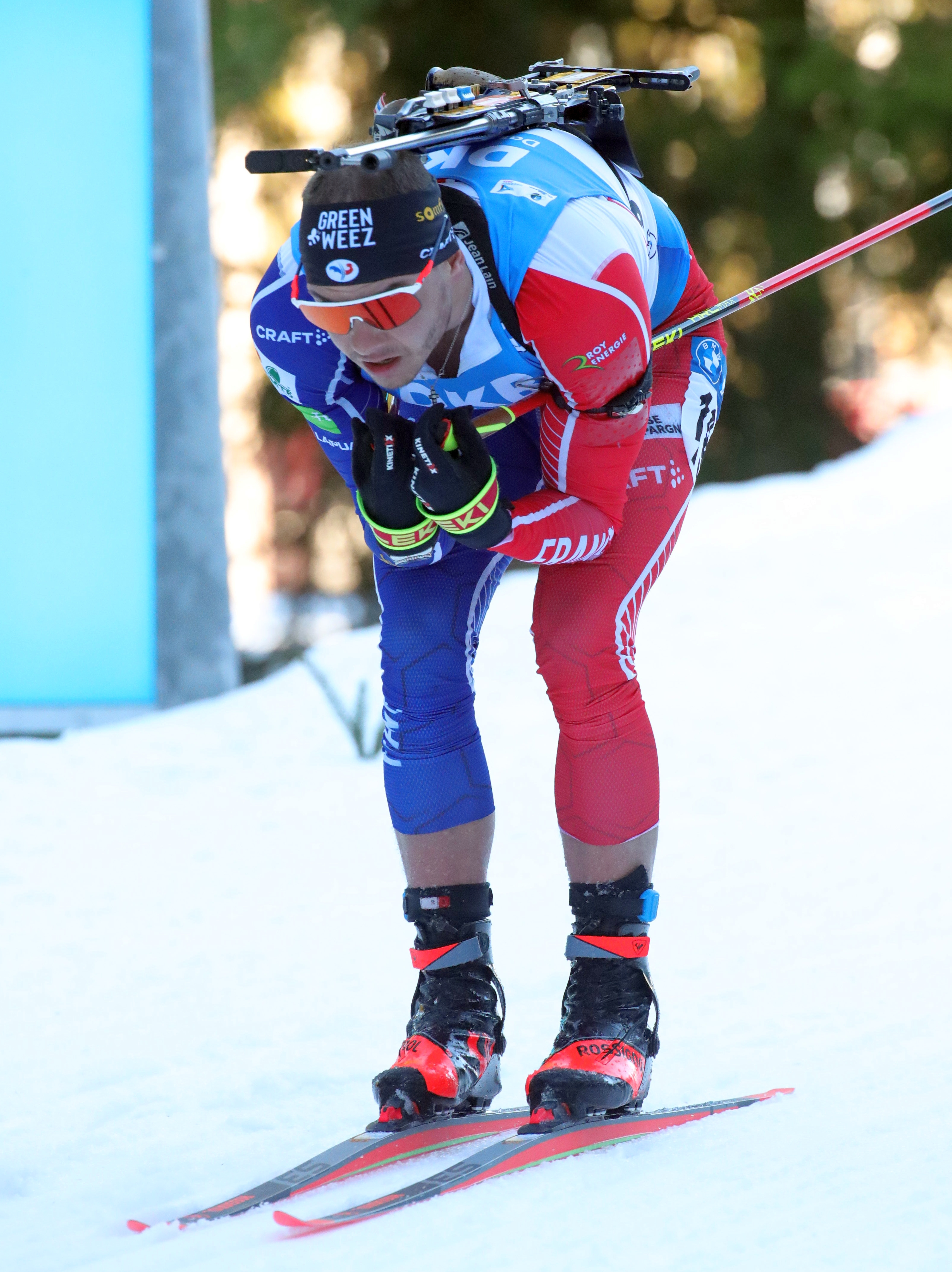
Émilien Jacquelin sur l'individuel des championnats du monde de 2023.

Émilien Jacquelin signe trois podiums individuels en début de saison, puis connait des difficultés en raison de mauvaises prestations répétées sur le pas de tir. Il décide de mettre fin à sa saison en février 2023 au terme des championnats du monde d'Oberhof, après avoir obtenu le titre mondial du relais masculin et la médaille de bronze du relais mixte avec l'équipe de France, en marge de ses résultats individuels décevants.

### 2023-2024: de nouveaux podiums
Il commence la saison de Coupe du monde 2023-2024 victorieusement en gagnant avec l'équipe de France le relais mixte d'Östersund. Lors de l'étape suivante à Hochfilzen, il retrouve la cérémonie des fleurs à l'issue de la poursuite qu'il termine à la 6e place.
Aux championnats du monde en février 2024 à Nove Mesto, il décroche la médaille de bronze en relais et obtient comme meilleur résultat individuel une cinquième place, sur l'individuel.
Il se montre particulièrement en forme au mois de mars, enchaînant six top 5 consécutifs, dont trois podiums, pour boucler la saison. Cela lui permet de remonter et terminer à la 6e place du classement général de la Coupe du monde, premier du « reste du monde » derrière cinq Norvégiens.

### 2024-2025: première victoire individuelle depuis 3 ans
Lors de la première étape de la Coupe du monde à Kontiolahti, Jacquelin met fin à une série de trois ans sans victoire individuelle en remportant le sprint.

## Palmarès

### Jeux olympiques
| Édition \ Épreuve | Individuel | Sprint | Poursuite | Mass start | Relais                             | Relais mixte                       |
| ----------------- | ---------- | ------ | --------- | ---------- | ---------------------------------- | ---------------------------------- |
| Pyeongchang 2018  | 77e        | —      | —         | —          | 5e                                 | —                                  |
| Pékin 2022        | 72e        | 9e     | 9e        | 22e        | Médaille d'argent, Jeux olympiques | Médaille d'argent, Jeux olympiques |

Légende : 
- : deuxième place, médaille d'argent
- — : non disputée par Jacquelin

### Championnats du monde
| Édition \ Épreuve       | Individuel | Sprint                    | Poursuite            | Mass start                | Relais                    | Relais mixte              | Relais mixte simple       |
| ----------------------- | ---------- | ------------------------- | -------------------- | ------------------------- | ------------------------- | ------------------------- | ------------------------- |
| Östersund 2019          | —          | 24e                       | 28e                  | —                         | —                         | —                         | —                         |
| Antholz-Anterselva 2020 | —          | 6e                        | Médaille d'or, monde | Médaille de bronze, monde | Médaille d'or, monde      | —                         | Médaille de bronze, monde |
| Pokljuka 2021           | 13e        | Médaille de bronze, monde | Médaille d'or, monde | 30e                       | 4e                        | 5e                        | —                         |
| Oberhof 2023            | 37e        | 36e                       | N.P.                 | 20e                       | Médaille d'or, monde      | Médaille de bronze, monde | —                         |
| Nové Město 2024         | 5e         | 9e                        | 13e                  | 11e                       | Médaille de bronze, monde | —                         | —                         |
| Lenzerheide 2025        | 67e        | 19e                       | 15e                  | 11e                       | —                         | Médaille d'or, monde      | —                         |

Légende :
- : première place, médaille d'or
- : troisième place, médaille de bronze
- — : non disputée par Jacquelin
- N.P. : non partant

### Coupe du monde
- Meilleur classement général : 5e en 2020 et 2022.
- 1 petit globe de cristal :
  - Vainqueur du classement de la poursuite en 2020
- 62 podiums[37] :
  - 30 podiums individuels : 5 victoires, 11 deuxièmes places et 14 troisièmes places.
  - 24 podiums en relais : 9 victoires, 9 deuxièmes places et 6 troisièmes places.
  - 5 podiums en relais mixte : 2 victoires, 2 deuxièmes places et 1 troisième place.
  - 3 podiums en relais mixte simple : 2 victoires et 1 troisième place.

 Dernière mise à jour le 6 mars 2025

#### Détail des victoires
| Saison    | Individuel | Sprint                 | Poursuite                         | Mass start       | Total |
| --------- | ---------- | ---------------------- | --------------------------------- | ---------------- | ----- |
| 2019-2020 |            |                        | Antholz-Anterselva (Ch. du monde) |                  | 1     |
| 2020-2021 |            |                        | Pokljuka (Ch. du monde)           |                  | 1     |
| 2021-2022 |            |                        |                                   | Le Grand Bornand | 1     |
| 2024-2025 |            | Kontiolahti Nové Město |                                   |                  | 2     |
| Total     |            | 2                      | 2                                 | 1                | 5     |

Dernière mise à jour le 6 mars 2025

#### Classements en Coupe du monde
| Saison    | Individuel | Individuel | Individuel | Sprint  | Sprint | Sprint   | Poursuite | Poursuite | Poursuite | Mass start | Mass start | Mass start | Général | Général | Général  |
| Saison    | Courses    | Points     | Position   | Courses | Points | Position | Courses   | Points    | Position  | Courses    | Points     | Position   | Courses | Points  | Position |
| --------- | ---------- | ---------- | ---------- | ------- | ------ | -------- | --------- | --------- | --------- | ---------- | ---------- | ---------- | ------- | ------- | -------- |
| 2017-2018 | 2 / 2      | 6          | 52e        | 7 / 8   | 44     | 47e      | 4 / 7     | 57        | 36e       | 1 / 5      | 6          | 43e        | 14 / 22 | 113     | 46e      |
| 2018-2019 | 2 / 3      | 26         | 42e        | 9 / 9   | 132    | 24e      | 8 / 8     | 128       | 22e       | 3 / 5      | 66         | 24e        | 22 / 25 | 352     | 24e      |
| 2019-2020 | 2 / 3      | 52         | 18e        | 8 / 8   | 274    | 7e       | 5 / 5     | 232       | 1er       | 5 / 5      | 170        | 6e         | 20 / 21 | 726     | 5e       |
| 2020-2021 | 3 / 3      | 62         | 10e        | 10 / 10 | 258    | 10e      | 8 / 8     | 286       | 3e        | 5 / 5      | 124        | 14e        | 26 / 26 | 812     | 7e       |
| 2021-2022 | 2 / 2      | 37         | 19e        | 9 / 9   | 283    | 4e       | 7 / 7     | 244       | 4e        | 3 / 4      | 142        | 5e         | 21 / 22 | 706     | 5e       |
| 2022-2023 | 1 / 3      | 13         | 49e        | 5 / 7   | 188    | 11e      | 3 / 7     | 158       | 15e       | 2 / 4      | 72         | 22e        | 11 / 21 | 431     | 16e      |
| 2023-2024 | 3 / 3      | 68         | 15e        | 7 / 7   | 229    | 12e      | 7 / 7     | 264       | 7e        | 4 / 4      | 151        | 7e         | 21 / 21 | 712     | 6e       |
| 2024-2025 | 3 / 3      | 79         | 15e        | 7 / 7   | 325    | 3e       | 5 / 6     | 231       | 7e        | 5 / 5      | 142        | 12e        | 20 / 21 | 777     | 7e       |

#### Résultats détaillés en Coupe du monde
| 2017-2018 |        |        |        |        |         |        |        |        |        |        |        |        |        |        |        | .       | .       | .      | .      |        |        |         |         |         |        |        | 46e |
| 2017-2018 | IN 35e | SP 37e | PU 28e | SP 58e | PU N.P. | SP     | PU     | MS     | SP 54e | PU 43e | IN 64e | MS     | SP 5e  | PU 6e  | MS 28e | SP      | PU      | IN 77e | MS     | SP 80e | MS     | SP 63e= | PU      | SP 44e  | PU 35e | MS     | 46e |
| 2018-2019 |        |        |        |        |         |        |        |        |        |        |        |        |        |        |        |         |         |        |        | .      | .      | .       | .       |         |        |        | 24e |
| 2018-2019 | IN 28e | SP 36e | PU 16e | SP 24e | PU 27e  | SP 45e | PU 56e | MS     | SP 24e | PU 15e | SP 9e  | MS 19e | SP 25e | PU 16e | MS 9e  | SI 28e  | SP Ann. | SP 35e | PU 30e | SP 24e | PU 29e | IN      | MS      | SP 19e  | PU 26e | MS 25e | 24e |
| 2019-2020 |        |        |        |        |         |        |        |        |        |        |        |        |        | .      | .      | .       | .       |        |        |        |        |         |         |         |        |        | 5e  |
| 2019-2020 | SP 11e | IN 4e  | SP 18e | PU 3e  | SP 20e  | PU 6e  | MS 2e  | SP 2e  | MS 30e | SP 12e | PU 6e  | IN 32e | MS 25e | SP 6e  | PU 1er | IN      | MS 3e   | SP 10e | MS 2e  | SP 3e  | PU 3e  | SP Ann. | PU Ann. | MS Ann. |        |        | 5e  |
| 2020-2021 |        |        |        |        |         |        |        |        |        |        |        |        |        |        |        | .       | .       | .      | .      |        |        |         |         |         |        |        | 7e  |
| 2020-2021 | IN 8e  | SP 8e  | SP 39e | PU 8e  | SP 6e   | PU 2e  | SP 8e  | PU 2e  | MS 5e  | SP 14e | PU 13e | SP 14e | MS 14e | IN 25e | MS 11e | SP 3e   | PU 1er  | IN 13e | MS 30e | SP 8e  | PU 7e  | SP 4e   | PU 3e   | SP 24e  | PU 14e | MS 14e | 7e  |
| 2021-2022 |        |        |        |        |         |        |        |        |        |        |        |        |        |        |        | .       | .       | .      | .      |        |        |         |         |         |        |        | 5e  |
| 2021-2022 | IN 35e | SP 4e  | SP 2e  | PU 3e  | SP 6e   | PU 2e  | SP 7e  | PU 9e  | MS 1er | SP 2e  | PU 17e | SP 53e | PU 20e | IN 10e | MS     | IN 72e  | SP 9e   | PU 9e  | MS 22e | SP 6e  | PU 4e  | SP 32e  | MS 8e   | SP 30e  | PU 19e | MS 3e  | 5e  |
| 2022-2023 |        |        |        |        |         |        |        |        |        |        |        |        |        |        | .      | .       | .       | .      |        |        |        |         |         |         |        |        | 16e |
| 2022-2023 | IN 28e | SP 5e  | PU 3e  | SP 2e  | PU 3e   | SP 13e | PU 30e | MS 14e | SP 64e | PU     | IN     | MS 5e  | SP 6e  | PU 14e | SP 36e | PU N.P. | IN 37e= | MS 20e | SP     | PU     | IN     | MS      | SP      | PU      | MS     |        | 16e |
| 2023-2024 |        |        |        |        |         |        |        |        |        |        |        |        |        |        | .      | .       | .       | .      |        |        |        |         |         |         |        |        | 6e  |
| 2023-2024 | IN 27e | SP 24e | PU 23e | SP 13e | PU 6e   | SP 36e | PU 15e | MS 13e | SP 37e | PU 21e | SP 4e  | PU 4e  | IN 19e | MS 22e | SP 9e  | PU 13e  | IN 5e   | MS 11e | IN 9e  | MS 5e  | SP 2e  | PU 3e   | SP 4e   | PU 4e   | MS 3e  |        | 6e  |
| 2024-2025 |        |        |        |        |         |        |        |        |        |        |        |        |        |        | .      | .       | .       | .      |        |        |        |         |         |         |        |        | 7e  |
| 2024-2025 | SI 14e | SP 1er | MS 14e | SP 14e | PU 2e   | SP 8e  | PU 3e  | MS 16e | SP 3e  | PU 14e | IN 19e | MS 8e  | SP 25e | PU 17e | SP 19e | PU 15e  | IN 67e  | MS 11e | SP 1er | PU 8e  | SI 11e | MS 10e  | SP 63e  | PU      | MS 19e |        | 7e  |

#### Podiums en relais en Coupe du monde
| Podiums en relais en Coupe du monde | Podiums en relais en Coupe du monde | Podiums en relais en Coupe du monde | Podiums en relais en Coupe du monde | Podiums en relais en Coupe du monde | Podiums en relais en Coupe du monde | Podiums en relais en Coupe du monde | Podiums en relais en Coupe du monde | Podiums en relais en Coupe du monde | Podiums en relais en Coupe du monde | Podiums en relais en Coupe du monde |
| n°                                  | Saison                              | Date                                | Lieu                                | Épreuve                             | Résultat                            | Composition                         | Composition                         | Composition                         | Composition                         | Compétition                         |
| ----------------------------------- | ----------------------------------- | ----------------------------------- | ----------------------------------- | ----------------------------------- | ----------------------------------- | ----------------------------------- | ----------------------------------- | ----------------------------------- | ----------------------------------- | ----------------------------------- |
| 1                                   | 2017-2018                           | 10-12-2017                          | Hochfilzen                          | Relais 4 x 7,5 km                   | Médaille de bronze                  | J.-G. Béatrix                       | S. Desthieux                        | É. Jacquelin                        | Q. Fillon Maillet                   | Coupe du monde                      |
| 2                                   | 2018-2019                           | 18-01-2019                          | Ruhpolding                          | Relais 4 x 7,5 km                   | Médaille de bronze                  | É. Jacquelin                        | M. Fourcade                         | Q. Fillon Maillet                   | S. Desthieux                        | Coupe du monde                      |
| 3                                   | 2018-2019                           | 08-02-2019                          | Canmore                             | Relais 4 x 7,5 km                   | Médaille d'argent                   | A. Guigonnat                        | É. Jacquelin                        | S. Fourcade                         | Q. Fillon Maillet                   | Coupe du monde                      |
| 4                                   | 2019-2020                           | 07-12-2019                          | Östersund                           | Relais 4 x 7,5 km                   | Médaille d'argent                   | É. Jacquelin                        | Q. Fillon Maillet                   | S. Desthieux                        | M. Fourcade                         | Coupe du monde                      |
| 5                                   | 2019-2020                           | 15-12-2019                          | Hochfilzen                          | Relais 4 x 7,5 km                   | Médaille de bronze                  | A. Guigonnat                        | É. Jacquelin                        | F. Claude                           | Q. Fillon Maillet                   | Coupe du monde                      |
| 6                                   | 2019-2020                           | 11-01-2020                          | Oberhof                             | Relais 4 x 7,5 km                   | Médaille d'argent                   | É. Jacquelin                        | M. Fourcade                         | S. Desthieux                        | Q. Fillon Maillet                   | Coupe du monde                      |
| 7                                   | 2019-2020                           | 18-01-2020                          | Ruhpolding                          | Relais 4 x 7,5 km                   | Médaille d'or                       | É. Jacquelin                        | M. Fourcade                         | S. Desthieux                        | Q. Fillon Maillet                   | Coupe du monde                      |
| 8                                   | 2019-2020                           | 25-01-2020                          | Pokljuka                            | Relais mixte simple                 | Médaille d'or                       | É. Jacquelin                        | A. Bescond                          | É. Jacquelin                        | A. Bescond                          | Coupe du monde                      |
| 9                                   | 2019-2020                           | 20-02-2020                          | Antholz                             | Relais mixte simple                 | Médaille de bronze, monde           | A. Bescond                          | É. Jacquelin                        | A. Bescond                          | É. Jacquelin                        | Championnats du monde               |
| 10                                  | 2019-2020                           | 22-02-2020                          | Antholz                             | Relais 4 x 7,5 km                   | Médaille d'or, monde                | É. Jacquelin                        | M. Fourcade                         | S. Desthieux                        | Q. Fillon Maillet                   | Championnats du monde               |
| 11                                  | 2020-2021                           | 10-01-2021                          | Oberhof                             | Relais mixte simple                 | Médaille d'or                       | J. Simon                            | É. Jacquelin                        | J. Simon                            | É. Jacquelin                        | Coupe du monde                      |
| 12                                  | 2020-2021                           | 15-01-2021                          | Oberhof                             | Relais 4 x 7,5 km                   | Médaille d'or                       | S. Desthieux                        | Q. Fillon Maillet                   | F. Claude                           | É. Jacquelin                        | Coupe du monde                      |
| 13                                  | 2020-2021                           | 23-01-2021                          | Antholz                             | Relais 4 x 7,5 km                   | Médaille d'or                       | A. Guigonnat                        | Q. Fillon Maillet                   | S. Desthieux                        | É. Jacquelin                        | Coupe du monde                      |
| 14                                  | 2021-2022                           | 04-12-2021                          | Östersund                           | Relais 4 x 7,5 km                   | Médaille d'argent                   | F. Claude                           | É. Jacquelin                        | S. Desthieux                        | Q. Fillon Maillet                   | Coupe du monde                      |
| 15                                  | 2021-2022                           | 12-12-2021                          | Hochfilzen                          | Relais 4 x 7,5 km                   | Médaille d'argent                   | F. Claude                           | S. Desthieux                        | É. Jacquelin                        | Q. Fillon Maillet                   | Coupe du monde                      |
| 16                                  | 2021-2022                           | 05-02-2022                          | Pékin                               | Relais mixte                        | Médaille d'argent, Jeux olympiques  | A. Chevalier-Bouchet                | J. Simon                            | É. Jacquelin                        | Q. Fillon Maillet                   | Jeux olympiques                     |
| 17                                  | 2021-2022                           | 15-02-2022                          | Pékin                               | Relais 4 x 7,5 km                   | Médaille d'argent, Jeux olympiques  | F. Claude                           | É. Jacquelin                        | S. Desthieux                        | Q. Fillon Maillet                   | Jeux olympiques                     |
| 18                                  | 2021-2022                           | 04-03-2022                          | Kontiolahti                         | Relais 4 x 7,5 km                   | Médaille de bronze                  | A. Guigonnat                        | É. Jacquelin                        | S. Desthieux                        | Q. Fillon Maillet                   | Coupe du monde                      |
| 19                                  | 2022-2023                           | 01-12-2022                          | Kontiolahti                         | Relais 4 x 7,5 km                   | Médaille de bronze                  | É. Perrot                           | F. Claude                           | É. Jacquelin                        | Q. Fillon Maillet                   | Coupe du monde                      |
| 20                                  | 2022-2023                           | 22-01-2023                          | Antholz                             | Relais 4 x 7,5 km                   | Médaille d'argent                   | A. Guigonnat                        | F. Claude                           | É. Jacquelin                        | Q. Fillon Maillet                   | Coupe du monde                      |
| 21                                  | 2022-2023                           | 08-02-2023                          | Oberhof                             | Relais mixte                        | Médaille de bronze, monde           | J.Simon                             | A. Chevalier-Bouchet                | É. Jacquelin                        | Q. Fillon Maillet                   | Championnats du monde               |
| 22                                  | 2022-2023                           | 18-02-2023                          | Oberhof                             | Relais 4 x 7,5 km                   | Médaille d'or, monde                | A. Guigonnat                        | F. Claude                           | É. Jacquelin                        | Q. Fillon Maillet                   | Championnats du monde               |
| 23                                  | 2023-2024                           | 25-11-2023                          | Ostersund                           | Relais mixte                        | Médaille d'or                       | Q. Fillon Maillet                   | É. Jacquelin                        | J. Braisaz-Bouchet                  | L.Jeanmonnot                        | Coupe du monde                      |
| 24                                  | 2023-2024                           | 30-11-2023                          | Ostersund                           | Relais 4 x 7,5 km                   | Médaille d'argent                   | É. Perrot                           | É. Jacquelin                        | F. Claude                           | Q. Fillon Maillet                   | Coupe du monde                      |
| 25                                  | 2023-2024                           | 10-12-2023                          | Hochfilzen                          | Relais 4 x 7,5 km                   | Médaille d'argent                   | É. Perrot                           | É. Jacquelin                        | F. Claude                           | Q. Fillon Maillet                   | Coupe du monde                      |
| 26                                  | 2023-2024                           | 17-02-2024                          | Nové Město                          | Relais 4 x 7,5 km                   | Médaille de bronze, monde           | É. Perrot                           | É. Jacquelin                        | F. Claude                           | Q. Fillon Maillet                   | Championnats du monde               |
| 27                                  | 2024-2025                           | 30-11-2024                          | Kontiolahti                         | Relais mixte                        | Médaille d'argent                   | Lou Jeanmonnot                      | Justine Braisaz-Bouchet             | Éric Perrot                         | É. Jacquelin                        | Coupe du monde                      |
| 28                                  | 2024-2025                           | 01-12-2024                          | Kontiolahti                         | Relais 4 x 7,5 km                   | Médaille d'or                       | F. Claude                           | Q. Fillon Maillet                   | É. Perrot                           | É. Jacquelin                        | Coupe du monde                      |
| 29                                  | 2024-2025                           | 15-12-2024                          | Hochfilzen                          | Relais 4 x 7,5 km                   | Médaille d'or                       | F. Claude                           | Q. Fillon Maillet                   | É. Perrot                           | É. Jacquelin                        | Coupe du monde                      |
| 30                                  | 2024-2025                           | 17-01-2025                          | Ruhpolding                          | Relais 4 x 7,5 km                   | Médaille d'or                       | É. Claude                           | F. Claude                           | Q. Fillon Maillet                   | É. Jacquelin                        | Coupe du monde                      |
| 31                                  | 2024-2025                           | 25-01-2025                          | Antholz - Anterselva                | Relais 4 x 7,5 km                   | Médaille d'or                       | F. Claude                           | Q. Fillon Maillet                   | Éric Perrot                         | É. Jacquelin                        | Coupe du monde                      |
| 32                                  | 2024-2025                           | 12-02-2025                          | Lenzerheide                         | Relais mixte                        | Médaille d'or, monde                | J. Simon                            | L. Jeanmonnot                       | É. Perrot                           | É. Jacquelin                        | Championnats du monde               |

### Championnats d'Europe Open
| Édition \ Épreuve        | Individuel | Sprint | Poursuite | Relais mixte | Relais mixte simple       |
| ------------------------ | ---------- | ------ | --------- | ------------ | ------------------------- |
| Duszniki-Zdrój 2017      | 10e        | 52e=   | 23e       | —            | 9e                        |
| Ridnaun-Val Ridanna 2018 | —          | 37e    | 17e       | —            | Médaille d'argent, Europe |

Légende :
- : deuxième place, médaille d'argent
- — : non disputée par Jacquelin

### IBU Cup
- Meilleur classement général : 5e en 2017

#### Podiums individuels en IBU Cup
| Podiums individuels en IBU Cup | Podiums individuels en IBU Cup | Podiums individuels en IBU Cup | Podiums individuels en IBU Cup | Podiums individuels en IBU Cup | Podiums individuels en IBU Cup |
| n°                             | Saison                         | Date                           | Lieu                           | Épreuve                        | Résultat                       |
| ------------------------------ | ------------------------------ | ------------------------------ | ------------------------------ | ------------------------------ | ------------------------------ |
| 1                              | 2016-2017                      | 08-01-2017                     | Martell-Val Martello           | Poursuite 12,5 km              | Médaille d'argent              |
| 2                              | 2017-2018                      | 23-11-2017                     | Sjusjøen                       | Sprint 10 km                   | Médaille d'or                  |
| 3                              | 2017-2018                      | 16-12-2017                     | Obertilliach                   | Sprint 10 km                   | Médaille de bronze             |
| 4                              | 2017-2018                      | 13-01-2018                     | Arber                          | Sprint 10 km                   | Médaille d'argent              |

### Championnats du monde juniors et de la jeunesse
| Édition \ Épreuve     | Individuel                | Sprint | Poursuite | Relais                    |
| --------------------- | ------------------------- | ------ | --------- | ------------------------- |
| Presque Isle 2014     | Médaille de bronze, monde | 13e    | 10e       | 6e                        |
| Minsk-Raubichi 2015   | 4e                        | 15e    | 7e        | Médaille de bronze, monde |
| Cheile Gradistei 2016 | 9e                        | 4e     | 5e        | 6e                        |

Légende :
- participation aux Championnats du monde de la jeunesse

- : troisième place, médaille de bronze

### Championnats d'Europe juniors
| Édition \ Épreuve | Individuel | Sprint | Poursuite                 | Relais mixte                     |
| ----------------- | ---------- | ------ | ------------------------- | -------------------------------- |
| Otepää 2015       | 19e        | 19e    | 14e                       | —                                |
| Pokljuka 2016     | 5e         | 5e     | Médaille d'argent, Europe | Épreuve inexistante à cette date |

Légende :
- : deuxième place, médaille d'argent
- — : non disputée par Jacquelin
- : pas d'épreuve

### Championnats de France de biathlon
- 2018
  - Champion de France du relais mixte simple (avec Anaïs Chevalier-Bouchet)
- 2024
  - Champion de France de la mass start
  - Champion de France de Relais avec l'équipe Dauphiné

### Championnats de France de biathlon d'été
- 2019
  - 3e de la poursuite
- 2020
  - Champion de France de la poursuite
  - 2e du sprint court
- 2021
  - 2e de la poursuite

## En dehors du biathlon
En dehors de son sport, Jacquelin est passionné de photographie. Sa production a fait l'objet d'une exposition dans une galerie parisienne.

## Distinctions
- 2022 :  Chevalier de l'ordre national du Mérite [38]